# 桑名市立多度中学校
桑名市立多度中学校（くわなしりつ たどちゅうがっこう）は、三重県桑名市多度町柚井にある公立中学校。通称は「多度中」。

## 概要
- 1年は1から4組まで、2・3年は1から3組まで、生徒数は1クラスにつき30～40名前後。
- 多度北小学校・多度青葉小学校・多度東小学校・多度中小学校の合計4つの小学校区から通う。
- 2004年（平成16年）12月6日に桑名郡多度町が旧桑名市・長島町と合併して新しい桑名市となったため、多度町立から桑名市立へと変わった。
- 桑名市の中学校に比べ敷地面積が広く、グラウンドもやや広い。

## 沿革
- 2003年 - 生徒会などにより、制服・ジャージ着替え自由化が実現し、校則もモラルへと変更

## 課外活動
- 1年次にはデイキャンプを行う。
- 2年次には名古屋分散学習、職場体験を実施。職場体験では多度町内の各職場においてさまざまな活動をする。
- 3年次には修学旅行を行う。行き先は沖縄で、修学旅行実行委員会が発足され、放課後などに主に企画を構成していく。

## 部活動

### 運動部
- ソフトテニス部（男女別）
- バスケットボール部（男女別）
- 野球部
- 陸上競技部
- サッカー部
- 卓球部
- バレーボール部

### 文化系部
- 吹奏楽部
- 美術部
- 生花茶道部

## 出身者
- 伊藤徳宇[1] - 桑名市長[2]